# Јибек
Јибек (њем. Jübek) општина је у њемачкој савезној држави Шлезвиг-Холштајн. Једно је од 134 општинска средишта округа Шлезвиг-Фленсбург. Према процјени из 2010. у општини је живјело 2.576 становника. Посједује регионалну шифру (AGS) 1059044, NUTS (DEF0C) и LOCODE (DE JBK) код.

## Географски и демографски подаци
Јибек се налази у савезној држави Шлезвиг-Холштајн у округу Шлезвиг-Фленсбург. Општина се налази на надморској висини од 13 метара. Површина општине износи 15,6 km². У самом мјесту је, према процјени из 2010. године, живјело 2.576 становника. Просјечна густина становништва износи 165 становника/km².